# Арефу (комуна)
Арефу (рум. Arefu) — комуна у повіті Арджеш в Румунії. До складу комуни входять такі села (дані про населення за 2002 рік):
- Арефу (1473 особи) — адміністративний центр комуни
- Кепециненій-Пеминтень (696 осіб)
- Кепециненій-Унгурень (617 осіб)

Комуна розташована на відстані 153 км на північний захід від Бухареста, 55 км на північ від Пітешть, 128 км на північний схід від Крайови, 86 км на південний захід від Брашова.

## Населення
За даними перепису населення 2002 року у комуні проживали 2786 осіб.
Національний склад населення комуни:
| Національність | Кількість осіб | Відсоток |
| -------------- | -------------- | -------- |
| румуни         | 2783           | 99,9%    |
| угорці         | 1              | < 0,1%   |
| цигани         | 1              | < 0,1%   |
| українці       | 1              | < 0,1%   |

Рідною мовою назвали:
| Мова       | Кількість осіб | Відсоток |
| ---------- | -------------- | -------- |
| румунська  | 2784           | 99,9%    |
| угорська   | 1              | < 0,1%   |
| українська | 1              | < 0,1%   |

Склад населення комуни за віросповіданням:
| Релігія                                       | Кількість осіб | Відсоток |
| --------------------------------------------- | -------------- | -------- |
| православні                                   | 2768           | 99,4%    |
| реформати                                     | 13             | 0,5%     |
| римо-католики                                 | 2              | 0,1%     |
| п'ятдесятники                                 | 1              | < 0,1%   |
| старообрядці                                  | 1              | < 0,1%   |
| лютерани (Синодально-пресвітеріанська церква) | 1              | < 0,1%   |